# گیرنده مرتبط با استروژن
گیرنده مرتبط با استروژن (انگلیسی: Estrogen-related receptor) با به اختصار «ERR»، گیرنده‌های هسته‌ای یتیم هستند، به این معنی که هویت لیگاند درون‌زاد آنها هنوز به‌طور کامل مشخص نشده‌است. این گیرنده‌ها به دلیل همسانی توالی با گیرنده‌های استروژن نامگذاری شده‌اند، اما به نظر نمی‌رسد که به استروژن‌ها یا سایر هورمون‌های استروئیدی شناخته‌شده متصل شوند.
سه گیرنده مرتبط با استروژن انسانی وجود دارد:
- گیرنده مرتبط با استروژن آلفا (ESRRA)
- گیرنده مرتبط با استروژن بتا (ESRRB)
- گیرنده مرتبط با استروژن گاما (ESRRG)

گیرنده‌های مرتبط با استروژن به مولکول‌های تقویت کننده در سراسر ژنوم متصل می‌کنند، و به این طریق بر تنظیم ژن اثر می‌گذارند. خانواده گیرنده‌های مرتبط با استروژن قابلیت‌های متفاوتی از فعال‌سازی رونویسی را از خود نشان می‌دهند و از نظر فیزیکی با فعال‌کننده‌های رونویسی PPARGC1A و PGC1-بتا، از طریق دومِـین‌های AF-2 خودشان و همچنین «موتیف‌های واکنش‌دهنده با گیرنده‌های هسته ای غنی از لوسین» (LxxLL) موجود در مولکول PPARGC1A تعامل دارند. نشان داده شده‌است که خانواده گیرنده‌های مرتبط با استروژن، در کنترل هم‌ایستایی انرژی، سوخت‌وساز اکسیداتیو و بیوژنز میتوکندری نقش دارند؛ و همچنین بر فیزیولوژی قلب، بافت چربی قهوه‌ای، بافت چربی سفید، جفت، ماکروفاژها در پستانداران اثر می‌گذارد، و در بروز دیابت و سرطان نیز دخالت دارند. نقش‌های جداگانه هر یک از گیرنده‌های مرتبط با استروژن در فیزیولوژی بدن همچنین از طریق تولید مدل‌های پیچیده حذف ژنی بافت‌های خاص در موش روشن شده‌است.